# 本坂通

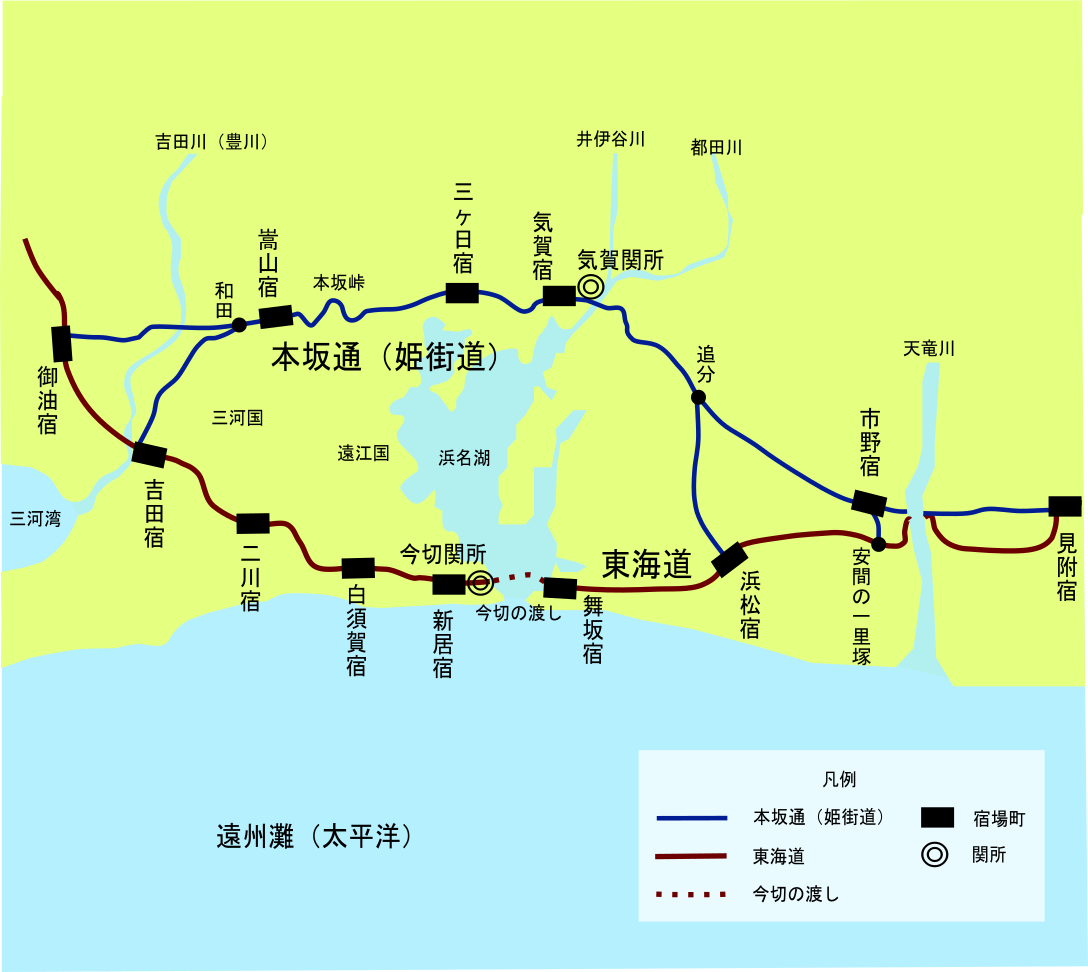
本坂通と東海道

本坂通（ほんさかどおり/ほんさかどおし）は、浜名湖の北側、本坂峠を経由して東海道見附宿と御油宿を結ぶ街道である。道程約60キロメートル。古くは東海道の本道で、二見の道と呼ばれ、中世以降、本坂峠を経由したことから本坂越、本坂道、本坂街道などと呼ばれた。
戦国時代に街道が整備され、江戸時代には東海道に付属する街道とされ、宿が置かれた。
幕末頃から姫街道の呼称が見られている。
ここでは、近世以前について説明をし、記事での表記は基本「本坂通」に統一する。

## 概要
本坂通は、静岡県遠州から愛知県三河にかけて、本坂峠を越えて浜名湖の北側、三ヶ日を通る東海道見附宿（静岡県磐田市見付町）と東海道御油宿（愛知県豊川市御油町）を結ぶ街道である。
上代には、天竜川の下流は磐田の海と呼ばれる湖で、東側に大乃浦という湖もあったため、この道は東海道の本道として利用され、二見の道（ふたみのみち）と呼ばれていた。磐田海や大乃浦の水が引いた後、東海道が浜名湖南岸を通るようになり往来が盛んになると、二見の道はさびれていき、裏街道としての役割を担うようになった。この頃の宿駅には、「板築（ほんづき）駅」（現在の浜松市三ヶ日町本坂ないし日比沢周辺）や、「猪鼻（いのはな）駅」（猪鼻湖の瀬戸または新居）があった。
中世には、地震などで浜名湖の南岸が通行不能となったときに利用されていたことが知られている。
近世になって、16世紀初めに浜名湖南岸に今切口ができ、渡船が必要となったことが本坂越の往来が再び盛んになる契機となった。戦国時代には徳川家康の堀川城攻めや、遠州に攻め込んだ武田信玄の軍勢と徳川軍との三方ヶ原の戦いなどの際に軍勢が街道を行き交い、交通の要衝として関所が設けられた。天正年間には本多作左衛門によって新宿が設けられ、街道として整備された。
1601年（慶長6年）に江戸幕府によって宿駅の制が敷かれ、同じ頃、気賀関所が置かれた。本坂通は、本坂越（ほんざかごえ）、本坂道（ほんざかみち）、本坂街道（ほんざかかいどう）などと呼ばれた。また東海道見付宿から天竜川の池田の渡しの間を南に迂回していた東海道の本街道に対し、見付宿から真西に進む池田近道が徒歩の旅人に利用された。1707年の宝永地震による津波や、1854年の安政の大地震などにより浜名湖南岸が通行不能となった際に、本坂通は迂回路として利用され、通行量が増加した。明和元年（1764年）に、幕府は本坂通を道中奉行の管轄とし、東海道の一部と位置付けて一定の通行量に耐え得るように整備し、浜松宿から、気賀、三ヶ日および嵩山（すせ）を経て御油宿に至る間の各宿を指定した。江戸時代初期の本坂道は東海道の安間の一里塚から市野宿を経て気賀に至る経路をとっていたが、笠井や浜松宿の繁栄に反比例して通行量は減少し、衰退していった。
江戸時代後期になり、幕藩体制が衰えてお蔭参りなどの機会に女性が比較的監視の緩い脇道を通り抜ける機会が増えた頃から、本坂道は姫街道と呼ばれるようになった。呼称の由来は、東海道の本道である新居（今切）の、関所での取り調べ、舟での渡海、もしくは「今切」の語の縁起が悪いことを嫌って利用した女性が多かった、古くからある道という意味の「ひね」街道が転訛した、本道を男、脇道を女と見なした、など諸説ある。

## 歴史

### 古代
上代には、天竜川の下流は磐田の海と呼ばれる湖で、東側に大乃浦という湖もあったため、この道は東海道の本道として利用され、二見の道（ふたみのみち）と呼ばれていた。磐田海や大乃浦の水が引いた後、東海道が浜名湖南岸を通るようになり往来が盛んになると、二見の道はさびれていき、裏街道としての役割を担うようになった。この頃の宿駅には、「板築（ほんづき）駅」（現在の浜松市三ヶ日町本坂ないし日比沢周辺）や、「猪鼻（いのはな）駅」（猪鼻湖の瀬戸または新居）があった。

### 中世

#### 池田宿と熊野御前
平安時代の末期、流れが急で徒歩で渡ることができなかった天竜川では、右岸の池田の渡し近くに池田宿が成立していた。源頼朝の異母弟・範頼は、義朝と池田宿の遊女との間に生まれたといわれており、平宗盛と熊野御前（ゆやごぜん）の話は謡曲「熊野」で知られている。

#### 本野原の柳の木
本坂通の御油から豊川にかけての一帯は、『東鑑』などによると「本野原」（ほんのはら/もとのはら）と呼ばれた平原で、『東関紀行』によると、当時一帯は笹原になっており、その中を通る本坂通沿いには北条泰時が道標として植えさせた柳の木が「陰とたのむほどはなけれども、かつがつ、まず道のしるべとなる」ほどに育っていた。
本野原の柳の道標のことは、『東海道名所図会』に紹介されており、同図や『五十三次名所図会』（挿図参照）に描かれている。

#### 豊川の宿駅の衰退
同じ『東関紀行』には、昔は本坂通沿いの豊川の河畔にあった「よかわ（豊川）」の宿駅がよく利用されていたが、その頃には、より南に位置する「しかすが（鹿菅）」（豊橋市清須町付近）の渡しで豊川を渡り、豊橋（渡津、わとうず）に至る道（東海道の本道）がよく利用されるようになったため、豊川の宿はさびれていっていたことが記されている。

#### 湖北の浜名橋
遠江国では応永12年（1405年）、文明7年（1475年）、明応7年（1498年）と3度の大地震を経験し、浜名湖南岸の「浜名の橋」が流されて交通が止まり、東海道が浜名湖の北を迂回していた時期があった。
前出の、宗祇が記した「湖北の浜名橋」は、『遠江国風土記伝』では大崎‐舘山間に架けられていた、と推測されているが、この時に架けられた仮橋か、或は、宗祇のいう「橋本宿より3里ほど北」の「山岸」にあたる、引佐細江（細江湖）に架けられていた橋のことではないか、とみられている。

#### 本坂通往来の増加と減少
近世に本坂越の往来が再び盛んになった契機は、永正年間（1504年-1520年）に浜名湖南岸に今切口ができ、東海道を船で渡らなければならないためという。旅人は遠江国側では東海道の安間村から本坂峠へ向かうようになり、市野村は市場として繁盛し、宿場が整備されて本陣や問屋が建ち、道幅が拡げられ、松並木が造られた。今切の渡しが確立されると、東海道に人が戻り、浜松宿が繁栄、対照的に市野宿は衰退し、交通量も減少していった。

#### 本坂通周辺での争い
獄門畷と山村修理の墓
永禄11年（1568年）に、徳川家康は本坂峠を越えて岡崎から湖北へ攻め込み、今川方の堀江城主大沢左衛門は家康に降伏したが、降伏に応じない大沢の家臣たちは、尾藤主膳、山村修理、新田友作の3人を首領として、地元の農民など雑兵約1,700人を集めて堀江城の出城である気賀の堀川城に立て籠もった。永禄12年（1569年）2月に掛川城を落とした家康は、同年3月に再び本坂峠を越えて堀川城を攻め、堀川城は徳川勢によって一方的に殺戮された。尾藤主膳は堀江城の大沢へ逃れたが切腹させられ、山村修理は本坂道を葭本まで逃れたが自害、新田友作は逃亡した。城兵は約半数が殺害され、半数が捕えられたが、家康は石川半三郎に命じて捕虜を皆殺しとし、約700人を女子供も含めて気賀の都田川の堤で全員首を刎ねた。新田はその後、葭本の金地院に戻り戦死者の菩提を弔っていたが、10年後に徳川方に見つかり、都田川の堤で処刑された。
城兵や新田友作が斬首された都田川の堤には、「獄門畷（なわて）」の名が残っており、三ケ日一里塚近くの一里山の本坂通沿いには、自刃した山村修理の墓が残っている。
三方ヶ原の戦い
元亀3年（1572年）10月に、武田信玄は青崩峠を越えて遠州に入り、磐田原西麓の社山（やしろやま）に布陣して二俣城を攻略した後、同年12月に天竜川を越えて浜松城に迫り、三方ヶ原で徳川家康軍および織田信長の援軍と交戦した（三方ヶ原の戦い）。戦いは徳川軍の大敗に終ったとされ、戦いの後、武田軍は南進し犀ヶ崖に布陣したが浜松城は攻めずに刑部に宿営した。武田軍が刑部に滞在したのは信玄の病気の手当てのためで、先年の堀川城攻めで家康を憎んでいた刑部の住民は武田軍を歓待したといわれている。
元亀4年（1573年）1月に、武田軍は本坂通を西進、三ケ日から北進して宇利峠を越えて三河に入り、野田城を攻めたとされている（野田城の戦い）。

### 近世

#### 本坂通の整備
関所と新宿の設置
戦国時代末期、交通の要衝であったことから、天正年間（1573～92）以前には、本坂に関が設けられていた。天正15年（1587年）6月に、本多作左衛門が道沿いの要所に新宿を設け、これによって近世の姫街道が整備され、人馬の継ぎ立ても充実した。
宿駅の制と気賀関所の設置

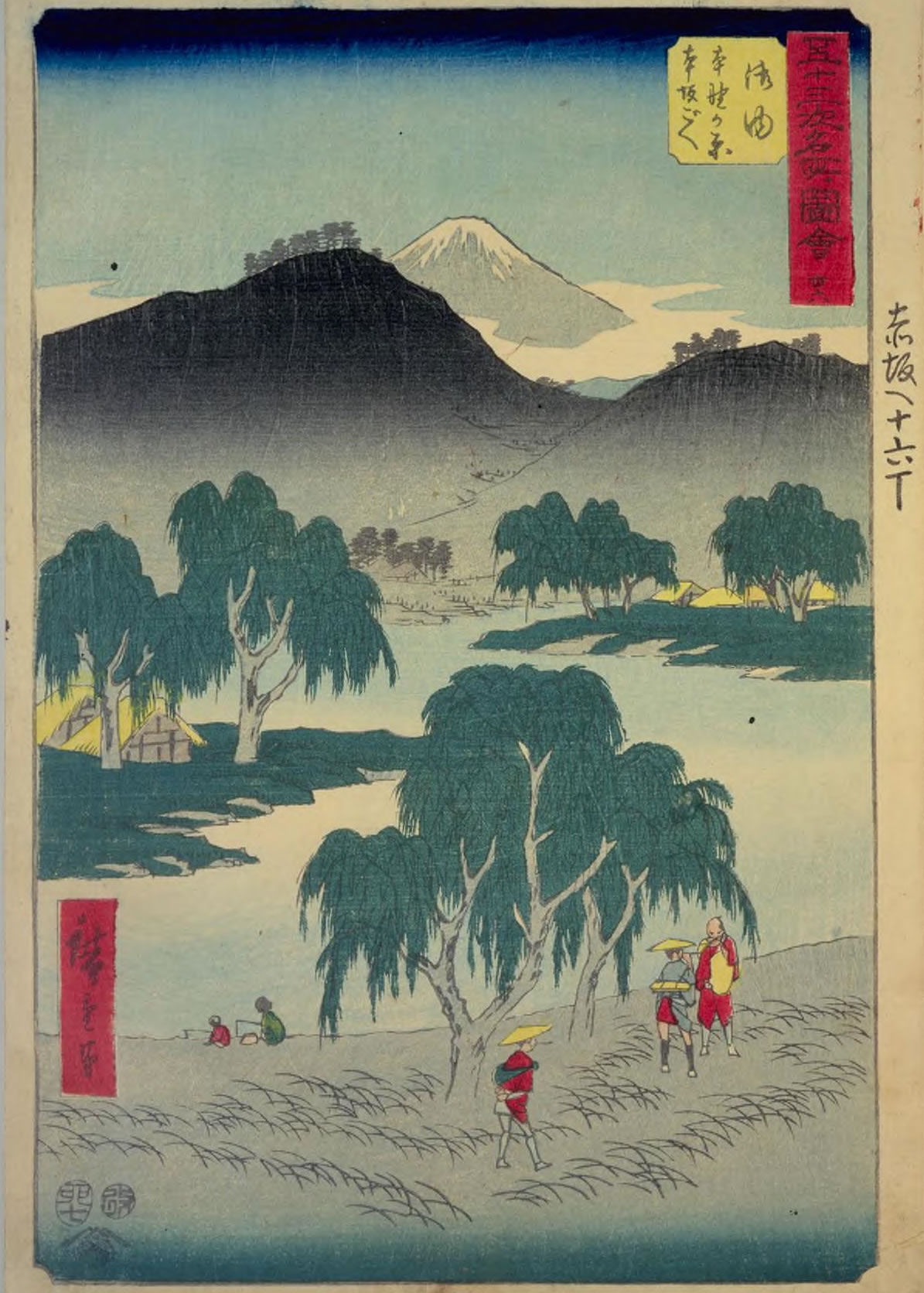
『五十三次名所図会 丗六 御油』、本野か原 本坂ごへ

慶長6年（1601年）に、江戸幕府は東海道宿駅の制を定めた。このとき本坂越は東海道本坂越と名付けられたという。
慶長9年（1605年）には、慶長地震による津波で浜名湖南岸が被害を受けた。
この頃、街道の監視のため、気賀に関所が設けられた（気賀関所）。設置年代不明だが、「斉藤家文書」により、慶長6年（1601年）に宿駅の制が定められたときに設置されたとする説が一般的とされている。その他に、気賀の「白井家文書」により、慶長地震よりも後の、慶長17年（1612年）とする説、慶安2年（1649年）の「気賀関所茅葺御修復の書付」により慶長から元和元年（1615年）とする説もある。
本坂通の宿は、市野、気賀、三ヶ日、嵩山の四宿が設置された。慶長15年（1610年）に、江戸幕府から気賀宿に『伝馬駄賃掟書』が発給され、宿場に伝馬が置かれ、人馬の継立が行なわれ、寛永16年（1639年）以前には、市野宿に伝馬が置かれた。
また、年月不明だが、将軍が上洛する際の休憩施設である「御殿」が、野地 に設置された。
本坂通は、道幅が9尺（2メートル強）で、坂道の石畳や松並木が全線に渡って整備されたわけではなく、交通量の少ない補助道路だったため設備が大分簡略化されていた。しかし、旅人の監視は本道並みに厳格であった。
市野宿の衰退
市野宿はもともと市場として栄えた場所で、本坂越の旅人が増えると宿場として取次ぎを行なうようになり、江戸時代の初期には本陣・陣屋もあり人馬の継ぎ立てを行なっていた。
その後、市野の経済圏は浜松宿や市野の東北にあった笠井の市に奪われていき、また初代遠州代官であった市野惣太夫が没落したこと、宝永の大地震で本坂道の通行量が増え一時的に賑わいを取り戻した時期もあったが、却って宿泊や荷物の運搬にかかる人件費がかさんで収支を悪化させたこと、天竜川の洪水で被害を受けたこと、浜松宿への助郷を命じられたことなどから衰退し、明和元年（1764年）に本坂通しが幕府の道中奉行の管轄となった際に、浜松宿から気賀に向かう経路が公認されると交通量が激減し、伝馬屋敷の数は初期には36軒あったが、中期には20軒ほどになり、安間から市野を経て三方ヶ原追分に至る経路は「潰れ往還」になった、といわれた。
その後も、鳳来寺や方広寺、竜潭寺、旗本の近藤氏などの関係者は市野宿を通行し、その際は市野の斎藤家が本陣的な役割を果した。なお、文化9年（1812年）には火災により市野宿の約12軒が焼損している。

#### 本坂通の通行と推移
池田近道

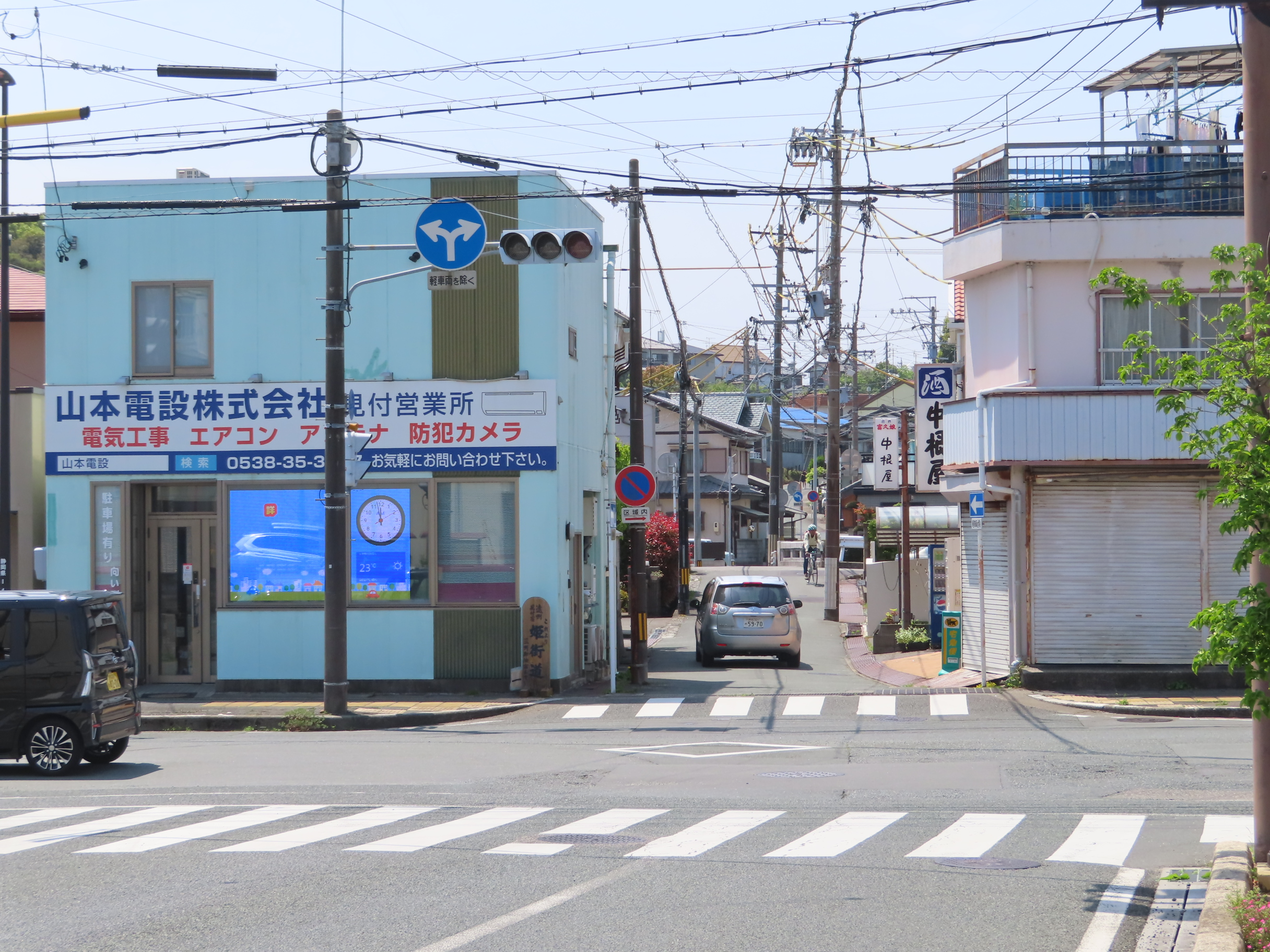
本坂通（姫街道）の分岐点となる磐田市見付。信号機の直下に姫街道であることを示す看板が設けられている。2022年4月。

江戸時代の初期には、浜松宿と見附宿間にあった天竜川の東岸の渡船場は、長森にあったが次第に北上し、寛文元年（1661年）頃には池田村の地内にあった池田の渡しに移されていた。旅人は、見附宿から南下して中泉村へ至り、西進し、長森から池田へ北上する東海道の本道よりも、見附から直接西へ向かい、池田へ抜ける近道（作場道、池田近道）を利用していた。道中奉行は、往来禁止の制札を池田近道の入口に立てたが、往来は止まなかったという。
貞亨元年（1685年）頃には、池田近道は田んぼの中を通るような小道で、馬は通らなかったとされている。
江戸時代、十辺舎一九の滑稽本『東海道中膝栗毛』では、徒歩の弥次郎兵衛は通行禁止の立て札が立てられた池田近道を通り、池田の渡しで東海道（本道）を馬で移動した喜多八と合流している。
池田の対岸からの経路には、富田から南に下って中野町村を通り安間新田まで東海道の本道を通る経路の他、富田から西北に進み市野に出る経路があった。直接市野へ出る経路は近道なので、池田近道同様に利用者が多かった。
天竜川が洪水になり、流域が水に浸って東海道が通行できなくなったときには、池田と市野は標高が高いため島のようになり、磐田原西端の大乗院坂から池田、池田から天竜川を横切って富田、富田から市野へ仮渡船が運航された。
象鳴き坂
享保14年（1729年）には、長崎から江戸まで陸路で運ばれた「享保の象」が本坂通を通行した。象は気賀本陣の中村家に作られた象小屋に泊まった。翌日落合川を渡るのに、船を2艘並べて渡そうとしたが象が重すぎ失敗したため、上流に回って浅瀬を自力で渡り、金指・祝田・三方ヶ原を経て浜松へ向かった。引佐峠の西側の斜面には、急坂のため象が鳴き声を上げたという「象鳴き坂」の名が残っている。
豊川稲荷
宝暦年間（1750年頃）には、豊川の妙厳寺の境内にあった小さな稲荷神社に牛久保の西島稲荷が婿入りしてきたとの噂が立って人気を集め（豊川稲荷）、全国に信者が増えて、それまでさびれる一方だった本坂通を含む豊川への街道筋に人通りが戻り、豊川には門前町が形成された。
お蔭参りと本坂通
享保15年(1730年)には、お蔭参りが流行し、都田村では、女中たちの抜け参りが多かったため、気賀関所の命令を受けて、見張人を街道沿の村の山へ毎日出したが、それでも抜け参りは絶えなかったとされる。
文政13年（1830年）に浜名湖北岸の気賀・三ケ日方面からお蔭参りが流行し、浜松方面にも波及した際には、多くの人が本坂通を利用した。

#### 宝永地震と道中奉行の管轄への経緯
地震津波の本坂道通行の許可
寛永4年（1627年）の地震の際には、本坂通りの通行は一時許されており、寛永7年に「新居ノ修築成ルヲ以テ其舊例二復シ本坂越ノ通行ヲ停ム但風雨ノ日ハ此ノ限外トス」申し渡されていた。元禄12年（1699年）の暴風雨による高潮被害により、新居関所は2年後に西側に移転し、舞阪宿と新居宿を結ぶ今切の渡しは従来の27町から1里に約4キロメートル長い航路になった。
宝永地震の被害
更に宝永4年（1707年）の宝永地震では、3度の津波によって移転後間もない新居の関所が流され、4-5日間渡海が出来なくなるなど、浜名湖南岸は壊滅的な打撃を受けた。「今切津波のため渡船杜絶し往還の旅人や荷物」が本坂通に殺到した。旅人は、今切渡しの復興後も、本坂通を利用するものが多かったため、「沿道宿駅及び助郷農民の困窮は甚だしいもの」があった。そのため、「気賀町庄屋三左衛門名義にて「宝永四年丁亥十月（一七〇七）道中奉行」に注進している。

翌宝永5年（1708年）4月に今切口の修復と新居宿の再移転は完了したが、浜名湖の湖口が広がって渡海が不便になったことと、また「法螺でない荒井の津波路」と謳われたように、波が荒くなり渡船に危険がともなった時期があったこと、旅人の今切渡船に対する危険性の認識が容易に払拭されなかったことから、本街道を避けて、被害の少なかった姫街道の本坂越を利用する旅人が多くなった。
宝永地震からの復興と本坂通の通行

地震の後、本道が通行可能となっても本坂越の通行量が減らず、街道の使役に駆り出される本坂道周辺の農民は災害の復旧もままならず、農作業にも支障が出て対応に苦慮し、大名の通行禁止を訴えた。他方で、東海道筋の宿場は、通行人が減り、宿泊や荷物輸送の収入がなくなって復興が進まなかったため、宝永6年（1709年）3月に、浜松・舞阪・新居・白須賀・二川・吉田の6宿で、宿場再建の助成と大名の本坂越通行禁止を嘆願した。
翌宝永7年（1710年）2月にも浜松宿など4宿が大名の本街道利用を嘆願した。同年3月に幕府は、幕府の役人が新居を通行するようにすれば、諸大名も新居を利用するだろう、として、本坂越禁止の通達を出したが、風雨などで渡り難いときはその限りではないとしていて、あまり効果がなかった。
享保2年（1717年）11月になって幕府は全面的な本坂越停止令を出した。幕府から度々禁止令が出ることにより、街道はようやく落ち着きを取り戻したとされるが、それでも本坂道の往来は止まず、翌享保3年（1718年）には吉宗の母・浄円院が和歌山から江戸へ行く際に本坂越をしている。享保11年（1726年）にも、幕府は、本坂通禁止の原則は維持しながらも、風雨や急病のため渡海が難しい事態が生じた場合は別扱いとしており、通行禁止はなかなか徹底しなかった。
本坂通は、享保2年以降、人馬継立法度となり、気賀・三ヶ日・嵩山とのみ呼ばれ、宿とはされなかった。享保2年に本坂通の駅伝を廃止したが、享保20年には、風雨又は急病者のために以下のような書付が出ており、風雨や急病のため渡海が難しい事態が生じた場合は別扱いとなっていた。
道中奉行の管轄下入り
本坂通は、明和元年（1764年）佐屋路、例幣使街道とともに道中奉行の管轄となり、「五駅便覧」には、これに関する文書の記載がある。
本坂通は東海道に付属した。これにより、参勤交代等の公的交通で、東海道を利用すべきとされている場合でも、病気などの特別の事情がある場合には、幕府へ届け出れば本坂通を利用してもよい、とされた。東海道の付属の街道とされた理由については、宝永地震後本坂道の交通量が増え、東海道の必要性を強く意識されたため、としている。なお、このとき本坂通とされたのは、浜松宿（追手門前の高札場）で東海道の本道から姫街道に入り、気賀宿、三ケ日宿、嵩山宿を経て御油宿に至る道筋である。
『本坂通宿村大概帳』と『本坂通分間延絵図』
「本坂通宿村大概帳」は、天保から安政年代（1830-50年代）にかけて、江戸幕府の道中奉行所が5街道やその脇道の各宿駅と街道筋の村落の状況を調査してまとめた「宿村大概帳」のうち、本坂通の状況についてまとめた資料である。天保14年（1843年）の宿村明細書には、気賀、三ヶ日、嵩山の記録がある。道中奉行所によって使用されたとみられており、近世史研究の貴重な資料となっている。
江戸幕府の道中奉行所が寛政年間に製作し、文化3年（1806年）に完成した1,800分の1の縮尺図「五街道其外分間見取延絵図」のうちの「本坂道分間延絵図（控）」には、浜松から御油に至るルートが詳細に描かれている、とされているが、1997年当時、逓信博物館が所蔵しているものの非公開で、公刊されていないため閲覧できないとされており、2010年当時は郵政資料館のみに現存している、とされている。

#### 関所と宿駅制度の廃止
明治2年（1869年）に、明治新政府の関所廃止令により諸国の関所は全廃され、気賀関所も閉所した。
明治5年（1872年）1月には、太政官布告第10号により、東海道の宿駅伝馬所が廃止された。

### 近・現代
江戸時代後期になり、幕藩体制が衰えてお蔭参りなどの機会に女性が比較的監視の緩い脇道を通り抜ける機会が増えた頃から、本坂道は姫街道と呼ばれるようになった。呼称の由来は、東海道の本道である新居（今切）の、関所での取り調べ、舟での渡海、もしくは「今切」の語の縁起が悪いことを嫌って利用した女性が多かった、古くからある道という意味の「ひね」街道が転訛した、本道を男、脇道を女と見なした、など諸説ある。
明治維新政府によって全国の関所と、東海道の宿駅伝馬所が廃止されると、姫街道は街道としての使命を終え、その後は地域の生活路として利用されるようになった。明治以降に新たに敷設された新姫街道は、引佐峠を南に迂回して浜名湖岸を通り、本坂峠越えは廃されて本坂トンネルを通過するようになった。旧姫街道は廃道となったり、新旧姫街道が重なる区間では幅員の拡張工事が行なわれ、気賀から三方原追分にかけて道の両側にあった松並木の片側が取り払われた。
沿線では、東海道電気鉄道、遠三鉄道などの私営鉄道敷設計画があったが、1930年代前半までに実現したのは浜松鉄道線のみだった。1930年代後半になると往時のような浜名湖の南岸の交通途絶対策のために国鉄二俣線が沿線に建設された。

## 街道沿い

### 経路
姫街道は、見付から御油に至るルートは、見付から池田の渡しで天竜川を渡り、市野宿、気賀宿、三ヶ日宿を経由して、本坂峠（標高400メートルほど）を越え、嵩山（すせ）宿を経由して、当古の渡しで豊川を渡り、御油（ごゆ）宿で東海道に合流する。静岡県側では細江町から三ヶ日町にかけて引佐峠を含む低い丘を5-6つ越え、本坂山の急な坂道を越えていく起伏のあるルートだった。
道程は、御油から見付までが15里14町（約63キロメートル）、安間の一里塚から御油までは13.5里（約54キロメートル）あった。東海道の本道よりも約20キロメートル長かった。
静岡県側に3つ、愛知県側に2つのルートがあったとされる。
静岡県側の3つのルートは、東海道の安間新田にあった一里塚（安間の一里塚）を起点として、市野を通り、気賀に至るルート、浜松城大手門前の高札から西北に進み、三方原追分で第1のルートと合流するルート、見付宿から西へ向かい、池田の渡しで天竜川を渡り、富田村（浜松市白鳥町）から下石田村に出て市野へ向かうルート（池田近道）がある。第1のルートは江戸時代初期から幕府の正式な街道として認められ、『東海道名所図会』にもこのルートが記されている。明和元年（1764年）に幕府の道中奉行の支配となってからは、第2のルートが正式な本坂道となった。
愛知県側のルートは、嵩山から真西の御油へ向かうルート、嵩山から吉田（豊橋）に出るルートの2つがあった。
経路図
江戸時代の姫街道の経路を描いた絵図はいくつかあり、下記に挙げた絵図のほか、「本坂街道絵図」や東海道の種々の道中絵巻にも描かれている。経路を描いた絵図には、『本坂道三方原回路図』や『本坂道絵図』がある。豊橋市美術館所蔵の「本坂道三方原回路図」は、江戸後期の手書き彩色の絵図で、吉田（豊橋）から長楽へ出て、本坂峠へ向かうルートが描かれている。また、細江町の個人所蔵の「本坂道絵図」には、静岡県側の一里塚や寺社、本陣などが描かれている。
| 宿場   | 距離          | 備考                |
| 御油   |               |                     |
| 嵩山   | 御油より4里   | 渡船あり            |
| 三ヶ日 | 嵩山より2.5里 | 山路                |
| 気賀   | 三ヶ日より3里 | 関所あり            |
| 茅場   | 気賀より4里   | 本街道、浜松より1里 |
| 全行程 | 13.5里        |                     |

### 宿場町
|        |            | 宿場       | 江戸期の行政区分 | 江戸期の行政区分 | 現在の自治体 | 現在の自治体 | 現在の自治体 | 過去の自治体   | 特記事項                                        |
| 令制国 | 郡         | 宿場       | 都道府県         | 市町村           | 市町村       |              |              | 過去の自治体   | 特記事項                                        |
| ------ | ---------- | ---------- | ---------------- | ---------------- | ------------ | ------------ | ------------ | -------------- | ----------------------------------------------- |
| 1      | 1          | （見附宿） | 遠江国           | 磐田郡           | 静岡県       | 磐田市       | 磐田市       |                | 東海道の宿場町。浜松四里七丁。                  |
| 2      |            | 市野       | 遠江国           |                  | 静岡県       | 浜松市       | 中央区       |                | 本坂通の4宿（市野・気賀・三ヶ日・嵩山）の一つ。 |
|        | 2          | （浜松宿） | 遠江国           | 敷知郡           | 静岡県       | 浜松市       | 中央区       |                | 東海道の宿場町。                                |
|        | （安間村） |            | 遠江国           | 敷知郡           | 静岡県       | 浜松市       | 中央区       |                | 気賀に四里。安間村（見附浜松間に在り）。        |
| 3      | 3          | 気賀村     | 遠江国           | 引佐郡           | 静岡県       | 浜松市       | 浜名区       | 引佐郡細江町   | 本坂通の関所、三ヶ日に二里余り。                |
| 4      | 4          | 三ケ日村   | 遠江国           | 敷知郡           | 静岡県       | 浜松市       | 浜名区       | 引佐郡三ヶ日町 | 嵩山に二里余り。                                |
| 5      | 5          | 嵩山       | 三河国           | 八名郡           | 愛知県       | 豊橋市       | 豊橋市       |                | 御油に二里、吉田に出る。                        |
| 6      | 6          | （御油宿） | 三河国           | 宝飯郡           | 愛知県       | 豊川市       | 豊川市       |                | 東海道の宿場町。                                |

### 一里塚

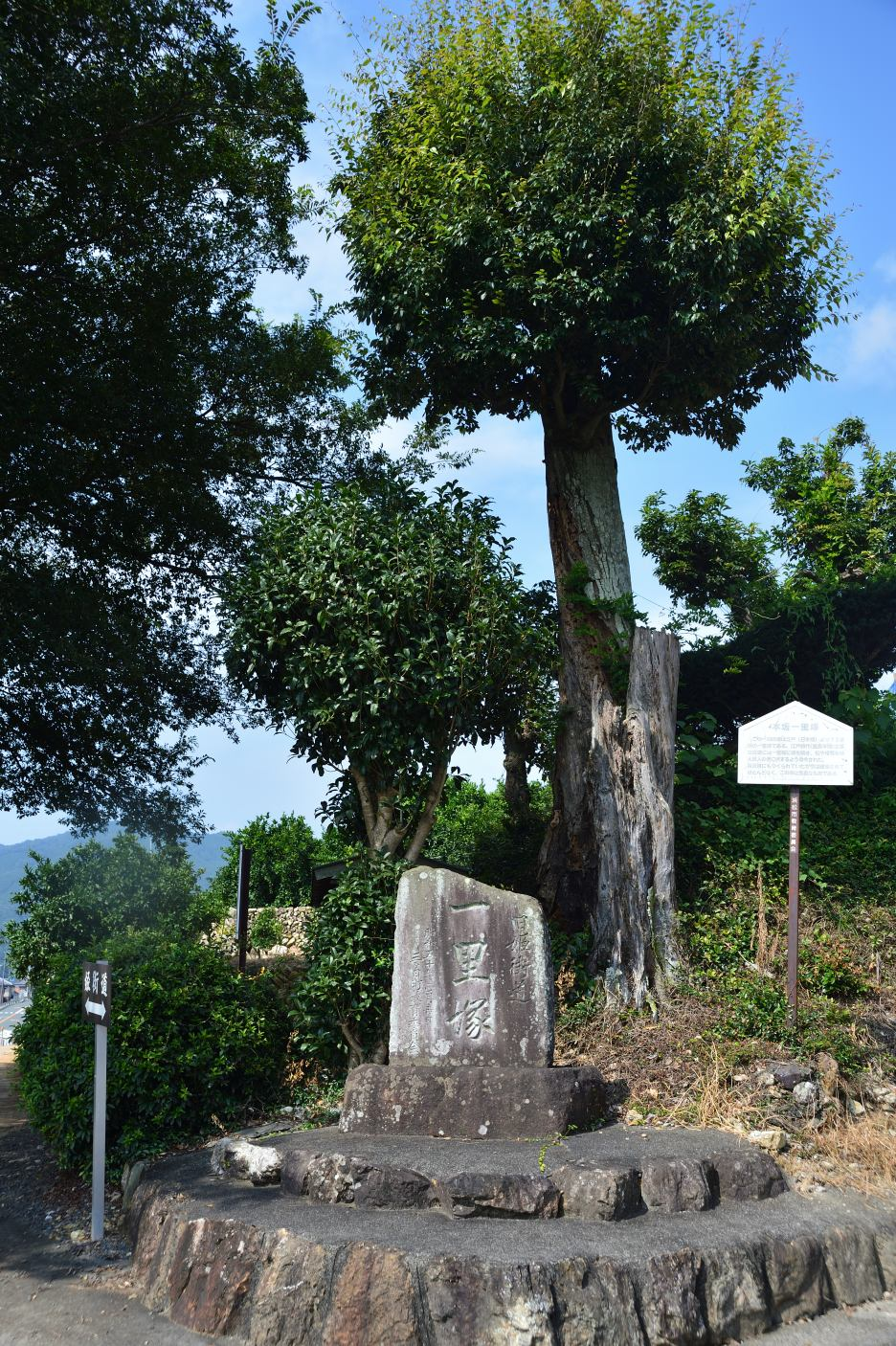
三ヶ日・本坂に残る一里塚

一里塚は、1里ごとに道の両側に塚を築き、榎を植えて旅人の便に供したものだったが、1971年現在、浜松宿の近郷で往時の姿をとどめているのは三方ヶ原追分に近い道側に1基が残っているのみ、とされている。浜松市の近郷にあった姫街道の一里塚は表の通り。
| 名称   | 日本橋よりの距離 | 北               | 南               |
| 小池   | 65里             | 小池一里山1952   | 一里山135        |
| 追分   | 66里             | 三方原築山現存   | 追分円塚現存     |
| 東大山 | 67里             | 三方原大窪現存   | 和地村東大山現存 |
| 老ヶ谷 | 68里             | 中川村新谷       | 気賀町老ヶ谷     |
| 葭本西 | 69里             | 下気賀9355       | 気賀山田         |
| 大谷   | 70里             | 東浜名村東山768  | 都筑北東20丁     |
| 三ヶ日 | 71里             | 西浜名村避病舎北 | 西浜名村避病舎   |
| 本坂   | 72里             | 西浜名村本坂323  | 新旧道路の中間   |
| 嵩山   | 73里             |                  |                  |
| 長楽   | 74里             |                  |                  |
| 三橋   | 75里             |                  |                  |
| 諏訪   | 76里             |                  |                  |

## 「姫街道」の呼称

### 「姫街道」の由来
「姫街道」の呼称は、気賀関所 (2016a)は、宝永4年（1707年）の地震の後、本坂越を利用する公家の奥方や姫君・女中衆が増加に伴い、18世紀初めの享保の頃から、「姫街道」と呼ばれるようになったという。
万治元年（1658年）の『東海道名所記』や寛政9年（1796年）の『東海道名所図絵』、1802年の『東海道中膝栗毛』などでは、「本坂越」、「本坂道」、「二見の道」などの名称が用いられていて、江戸時代の公文書に「姫街道」の呼称はみられない。
江戸時代末期になって、民間文書に姫の名を冠した呼称が登場するため（「姫街道」の呼称の定着も参照）、「姫街道」の呼称はこの頃に定着したとみられている
「姫街道」と呼ばれるようになった理由については、江戸時代、新居（今切）の関所を避けた女性が本坂越を選んだため（説1）で、女性が新居を避けた理由については、新居関所の女性に対する取締りが厳しかった（入り鉄砲に出女の詮議が厳しかった）ためとする説、新居‐舞阪の海がよく荒れ、女性が渡海を怖がったためとする説、そして「今切」が「縁切れ」に通ずるため縁起が悪く、不吉な感じを与えるからとする説がある。
その他に、古代から中世にかけて栄えた街道のため「古い街道」という意味で「鄙（ひね）街道」と呼ばれていたのが「姫」（ひめ）に転訛したとする説、「姫」は愛宕山を真っ直ぐに登る表坂を「男坂」と呼び、遠回りではあるが傾斜の緩い脇坂を「女坂」と呼ぶように、本街道の半分の規格で造られた脇道を「女道」「姫道」として「姫街道」と呼ぶようになったとする説、そして、本坂峠の麓で父の墓守をしていた橘逸勢の娘の妙冲や、平宗盛の寵愛を振り切って天竜川畔で余生を過ごした熊野御前、近くは8代将軍吉宗の母が大勢の人足を引き連れて通行したことなど、女性のイメージが強く残る街道だったため、特に「姫」の名で呼ばれたとする説がある。

### 「姫街道」の呼称の定着
安政元年（1854年）の大地震の後には、浜名湖の今切の渡しが停止して東海道の交通が麻痺したため、大名も本坂道へ迂回し、本坂越の交通量が増加した。翌安政2年（1855年）に山形県から母を伴って善光寺や伊勢神宮に参詣し、全国各地を半年かけて旅行した清河八郎は、旅日記『西遊草』の浜名郡三ケ日の項に、「此所は秋葉山へ往来の宿にて、往来もややあり。且昨年よりして大名も新井を通らず、まま此処より上下するありとぞ。すべて御姫様海道と名づけて、格別難儀にもあらざる道なり。」として、本坂越が「御姫様海道」と呼ばれており、40歳の母を連れた清河にとっても「特に大変な道でもなかった」と記している。
『浜松市史』第2巻は、安政3年（1856年）の絵図では、浜松宿から三方原追分に至る道を「姫街道」、安間一里塚から市野を経て三方原追分に至る道を「市野道」と記していた、としているが、この絵図は行方不明で未確認とされている。
万延元年（1860年）に五雲亭貞秀が描いた『東海道五十三次勝景』の中に「東海道五十三次之内浜松順路並姫街道木賀遠望」と題した浮世絵があり、同じ頃作成された「秋葉山参詣道程図」にも「姫様街道」と記載があることから、この頃には「姫街道」の呼称が定着していたとみられている。

## 史跡

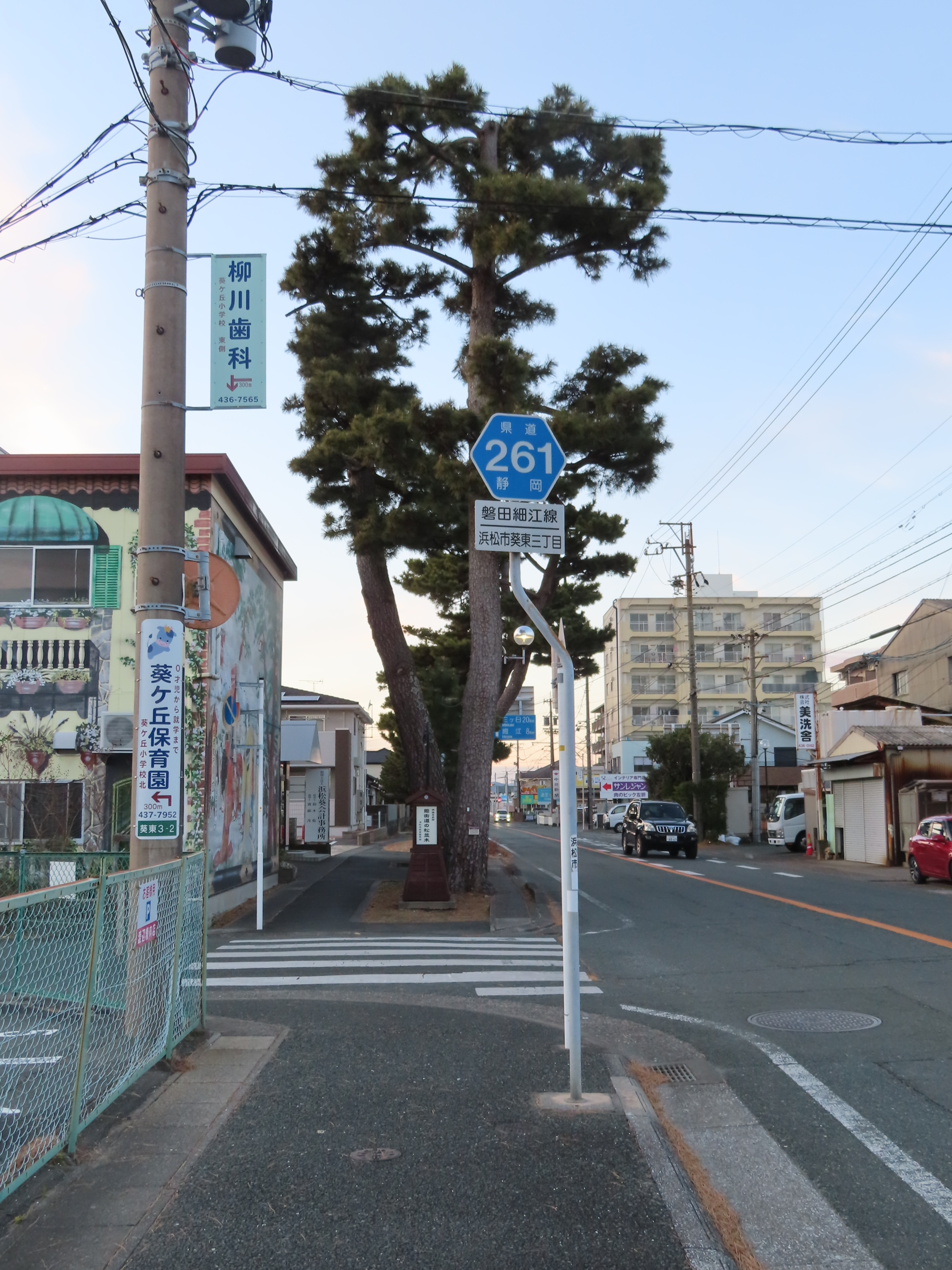
浜松市北区葵東にて。ここから西区大山町まで松並木が見られる。

### 歴史の道百選
歴史の道百選（れきしのみちひやくせん）は、文化庁が昭和53年から都道府県教育委員会の協力により、全国的な歴史の道の調査・整備事業を開始して、平成8年11月、選定委員会よって選定された街道等。No.44、本坂通が選定されている。
| No. | 名称   | 都道府県      | 選定箇所                                                         |
| 44  | 本坂通 | 静岡県―愛知県 | 西気賀～引佐峠(静岡県細江町)～本坂峠～当古(愛知県豊橋市～豊川市) |

### 石碑
欠間・分岐点の碑
1972年当時、御油宿の旧東海道と姫街道の分岐点には古い石碑が立てられていた。
鷺坂上の芭蕉句碑
1972年当時、御油から程近く、西明寺の入口近くの姫街道の、かつて「鷺坂」と呼ばれた坂の上には芭蕉の句碑が立っていた。かげろうの わが肩に立つ 紙子かな — 松尾芭蕉、姫街道の御油・鷺坂上に立つ句碑より

### 城跡
月ヶ谷城跡
月ヶ谷城（わちがやじょう） : 西郷局（愛）を出した三河西郷氏が戦国時代にこの街道を支配するため築城。江戸時代には既に城ではない。愛知県豊橋市嵩山町字山軍場。

### 記念物

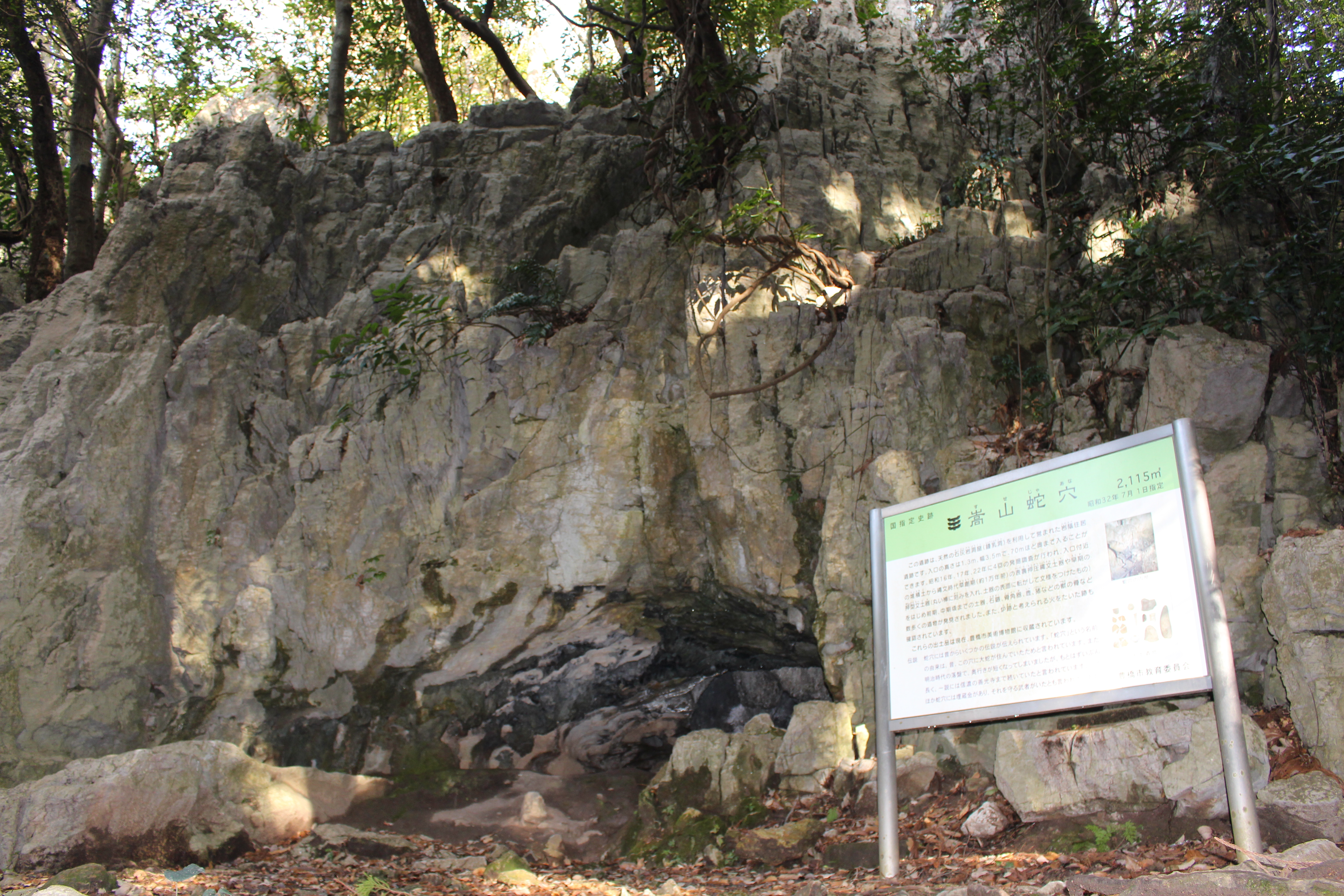
嵩山の蛇穴

嵩山から本坂峠への登り口近くには、縄文前期の洞窟住居跡だったとされる「蛇穴」と呼ばれる深さ80メートルほどの鍾乳洞があり、国の指定史跡となっている。本坂峠を越える経路自体は、縄文時代から存在していた。街道近くの静岡県三ケ日町の石灰採石場では、新人段階の化石人骨（三ヶ日人）が見つかっており、縄文遺跡や弥生遺跡が数多く存在している。
鏡岩
本坂峠の東側には、大きな磨いたような岩が垂直に立っていて、鏡岩（石）と呼ばれており、その下には、椿の原生林が続いている。
姫岩
静岡県側から旧姫街道を引佐峠へ登る際、「浜名湖の景色が美しい」といわれた場所に畳1畳ほどの平たい岩（石）があり、「姫岩（石）」と呼ばれている。
或る大名の娘が通りがかりに輿から下りて景色を眺め、野点を催したとの逸話があり、以後それに倣って野点をする人が現れ、石を組んで湯を沸かした臨時の竈（くど）跡もあった。ここに茶屋が作られ、大名行列通行の際、近藤家の家臣が湯茶の接待をし、「平石御休憩所」と呼ばれていた、としている。水は2キロメートル南にあった「殿様井戸」から汲んできたといわれ、1997年当時は「姫様井戸」と呼ばれていた。
1972年当時、姫岩や竈跡は、灌木に埋まっていたが、1997年当時には、石の横に休憩所が設けられており、休憩所の前後には石畳が敷かれている。
ダイダラボッチの池と薬師堂
小引佐峠を東から西に越えたところにダイダラボッチの足跡だといわれている「ダイダラボッチの池」と天保6年（1835年）に再建された薬師堂がある。

### 史跡
姫街道の松並木
1959年に、浜松市中区葵東の三方原追分（元追分）交差点から西区大山町までの約4キロにわたる松並木は同市の指定史跡となった。1950年代-1960年代には300本以上の松が残っていたが、松くい虫の被害などで年々4,5本ずつ減少したとされ、2014年には240本余り、2015年には206本が残っている。2008年に浜松市は保存管理計画を策定し、将来的な補植や代替のためにはままつフラワーパークで苗木を育成、2015年に市立葵西小で配布するなどしている。